# Bajubang (plaats)
Bajubang is een bestuurslaag in het regentschap Batang Hari van de provincie Jambi, Indonesië. Bajubang telt 5704 inwoners (volkstelling 2010).